# Medelhavstaggmakrill
Medelhavstaggmakrill (Trachurus mediterraneus) är en fiskart som först beskrevs av Steindachner 1868.  Medelhavstaggmakrill ingår i släktet Trachurus och familjen taggmakrillfiskar. Inga underarter finns listade i Catalogue of Life.
Denna fisk förekommer i Medelhavet, i Svarta havet och i östra Atlanten från Frankrike till Mauretanien. Arten vistas i områden som är upp till 500 meter djupa. Individerna lever vanligen nära havets botten men de simmar ibland nära vattenytan. Medelhavstaggmakrill bildar stora stim som utför längre vandringar. Födan utgörs av små fiskar från familjerna sillfiskar och ansjovisfiskar samt av kräftdjur.
Medelhavstaggmakrill är en vanlig matfisk. Av alla fiskar som fångas i Svarta havet under ett år tillhör 54 procent denna art. På grund av överfiske under tidiga 1980-talet fanns året 1988 nästan inga exemplar av medelhavstaggmakrill kvar i Svarta havet och Marmarasjön. I andra regioner är arten fortfarande vanligt förekommande. IUCN listar arten som livskraftig (LC).